# Gilgöd
Gilgöd ist ein Ortsteil der Gemeinde Reischach im oberbayerischen Landkreis Altötting.

## Lage
Die aus einem Anwesen bestehende Einöde liegt auf einer Waldlichtung, ca. 1,5 km westlich von Reischach. Eine Ortsverbindungsstraße führt zur Kreisstraße AÖ 11 und nach Reischach.

## Geschichte
Wohl spätestens im 13. Jahrhundert wurde das Anwesen auf einer Waldrodung errichtet. Im Jahr 1404 wurde der Ort erstmals sicher urkundlich erwähnt.
Der ursprüngliche Ortsname war „Ed“ (= Öde, Einöde). Weil es aber in der Pfarrei Reischach noch einen zweiten gleichnamigen Ort gab, wurde daraus „Ed bei Hitzing“. Im ersten Drittel des 16. Jahrhunderts änderte sich der Name zu „Giged“, nach dem Vornamen des damaligen Besitzers „Giig“ (= Ägidius).
Bis zur Gemeindegebietsreform war Gilgöd ein Ortsteil der Gemeinde Arbing. Diese wurde am 1. Juli 1971 in die Gemeinde Reischach eingegliedert.

## Sehenswertes
In der Flur von Gilgöd steht ein Bildstock aus dem 19. Jahrhundert.
→ Liste der Baudenkmäler in Reischach